# Debbie Wasserman Schultz
Deborah Wasserman Schultz (/ ɒwɒsərmən ˈʃʌlts /; sinh ngày 27 tháng 9 năm 1966) là một chính trị gia Hoa Kỳ phục vụ với tư cách là Hạ nghị sĩ Hạ viện Hoa Kỳ cho đơn vị bầu cử 23 của Florida, lần đầu tiên được bầu vào Quốc hội năm 2004. Bà là thành viên của Đảng Dân chủ và cựu Chủ tịch Ủy ban Quốc gia Dân chủ.
Wasserman Schultz đã phục vụ tại Hạ viện Florida và Thượng viện Florida và là một đồng chủ tịch  chiến dịch quốc gia cho cuộc tranh cử tổng thống 2008 không thành công của Hillary Clinton. Cô là Hạ nghị sĩ gốc Do Thái đầu tiên được bầu từ Florida. Khu vực của cô bao phủ phần lớn Quận phía Nam Broward, bao gồm một phần lớn của Fort Lauderdale. Nó cũng bao gồm phần lớn quận phía bắc Miami-Dade.
Wasserman Schultz được bầu làm Chủ tịch Ủy ban Quốc gia Dân chủ vào tháng 5 năm 2011, thay thế Thượng nghị sĩ Virginia Tim Kaine. Vào ngày 24 tháng 7 năm 2016, Wasserman Schultz tuyên bố từ chức sau khi WikiLeaks phát hành một tập hợp các email bị đánh cắp cho thấy Wasserman Schultz và các thành viên khác của nhân viên DNC đã ủng hộ Hillary Clinton trước Thượng nghị sĩ Bernie Sanders trong cuộc bầu cử sơ bộ Dân chủ năm 2016. [3] Việc từ chức của cô đã được hoàn tất vào ngày 28 tháng 7 sau Công ước quốc gia dân chủ năm 2016. Sau đó bà được bổ nhiệm làm chủ tịch danh dự của chiến dịch Clinton. "50 chương trình tiểu bang". 
Trong tuần ngày 22 tháng 10 năm 2018, một bộ sưu tập các thiết bị nổ tự tạo đã được gửi đến các quan chức Dân chủ và CNN khác nhau trong bao bì với một danh sách địa chỉ trả về Schultz (viết sai chính tả là Shultz). Một thiết bị nổ tự tạo cũng được gửi đến văn phòng của cô ở Aventura. Cư dân Florida, Cesar Sayoc bị bắt giam vào ngày 26 tháng 10 năm 2018 sau khi DNA dấu vân tay liên quan đến ông là người gửi các gói chứa bom